# Cliff 'em All
Cliff 'em All é uma série de vídeos em homenagem ao baixista Cliff Burton da banda Metallica, que faleceu em um acidente de ônibus na Suécia durante a turnê européia do álbum Master of Puppets. O título do DVD é uma analogia ao primeiro álbum da banda, Kill 'Em All.
O vídeo é uma retrospectiva dos 3 anos e meio nos quais Burton fez parte da banda. Nele, há a apresentação dos melhores solos de baixo tocados por Cliff em shows. Fotos e narrações são feitas pelos integrantes do Metallica (Lars, James e Kirk bebendo cerveja) entre as músicas. O vídeo acaba com o interlúdio melódico da música "Orion" sendo tocada ao fundo, enquanto fotos de Cliff são mostradas. Ironicamente, os créditos acabam antes de seu solo de baixo.

## Faixas
Detroit, 4 de Abril, 1986 - "Supporting Ozzy"

Gravado pela esquerda do palco. Com closeups.
- "Creeping Death"
- "Am I Evil?"
- "Damage, Inc."

Long Island, 28 de Abril, 1986 - "Still drunk on Ozzy tour"

Gravado perto do palco. Com closeups
- "Master of Puppets"

The Stone, San Francisco, 19 de Março, 1983 - "Cliff's second gig"

Gravado perto do Palco. Com closeups
- "(Anesthesia) Pulling Teeth"
- "Whiplash"

Alemanha, 14 de Setembro, 1985 - "Metal Hammer Fest headlining with Venom, Nazareth, beer!

Gravado profissionalmente
- "The Four Horsemen"
- "Fade to Black"
- "Seek & Destroy"

Dinamarca, 6 de Julho, 1986 - "Roskilde Festival with Phil Collins, Eric Clapton, Elvis Costello and Big Country"

Gravado perto do Palco. Com closeups
- "Welcome Home (Sanitarium)"

Oakland, 31 de Agosto, 1985 - "Day on the Green"
- "Cliff Solo"
- "For Whom the Bell Tolls"

Chicago, 12 de Agosto, 1983 - "Supporting Raven on the 'Kill Em All For One' tour"
- "No Remorse"
- "Metal Militia"